# Бережное (Харьковская область)
Бережное (укр. Бережне), село, 
Котовский сельский совет,
Волчанский район,
Харьковская область.
Код КОАТУУ — 6321684002. Население по переписи 2001 г. составляет 72 (35/37 м/ж) человека.

## Географическое положение
Село Бережное находится в начале балки Волчий Яр, по которой протекает пересыхающий ручей.
В 2,5 км расположено село Котовка.

## История
- 1865 - дата основания как хутор Портянкіне (по другим данным 1885).
- 1960 – переименовано в село Бережное.

## Экономика
- В селе есть молочно-товарная ферма, машинно-тракторные мастерские.

## Достопримечательности
- Вдоль северной окраины села расположены четыре кургана высотой 0,5-2,2 м.